# Павлов, Василий Климович
Павлов Василий Климович (род. 31 июля 1969, село Эльгяй Сунтарского улуса, Якутская АССР) — доктор философии, ректор Малой академии наук Республики Саха (Якутия), помощник Первого Президента Республики Саха (Якутия) Михаила Ефимовича Николаева. Член исполнительного комитета Азиатско-тихоокеанской конференции юных исследователей (APCYS). Представитель регионального отделения научно-методического журнала «Исследователь/Researcher». Под его руководством Малая академия наук РС(Я) интегрировалась в международное пространство.

## Биография
Родился в с. Сунтар, Сунтарского улуса Республики Саха (Якутия). Учился в Эльгяйской средней школе, окончил с золотой медалью. Выпускник биологического факультета Московского государственного университета им. М. В. Ломоносова. Учился в магистратуре Шеффилдского университета. Доктор философии от Лидсского университета.

## Малая академия наук Республики Саха (Якутия)
Василий Павлов занимает должность ректора Малой академии наук Республики Саха (Якутия) с 2017 года.
МАН РС(Я) — центр дополнительного образования, созданный в 2015 г. по инициативе Егора Борисова, на тот момент занимавшего пост главы Якутии (ныне — сенатор от исполнительной власти республики).
Академия была организована на базе физико-математического форума «Ленский край», созданный Первым Президентом Республики Саха (Якутия) Михаилом Ефимовичем Николаевым для поднятия качества образования, и задумывалась как национальный ресурсный центр для работы с одаренными детьми. В задачу МАН входит выявление и развитие молодых талантов и отработка новых образовательных моделей.

## Конфликт на фоне отказа передать здание МАН РС(Я) под COVID-стационар

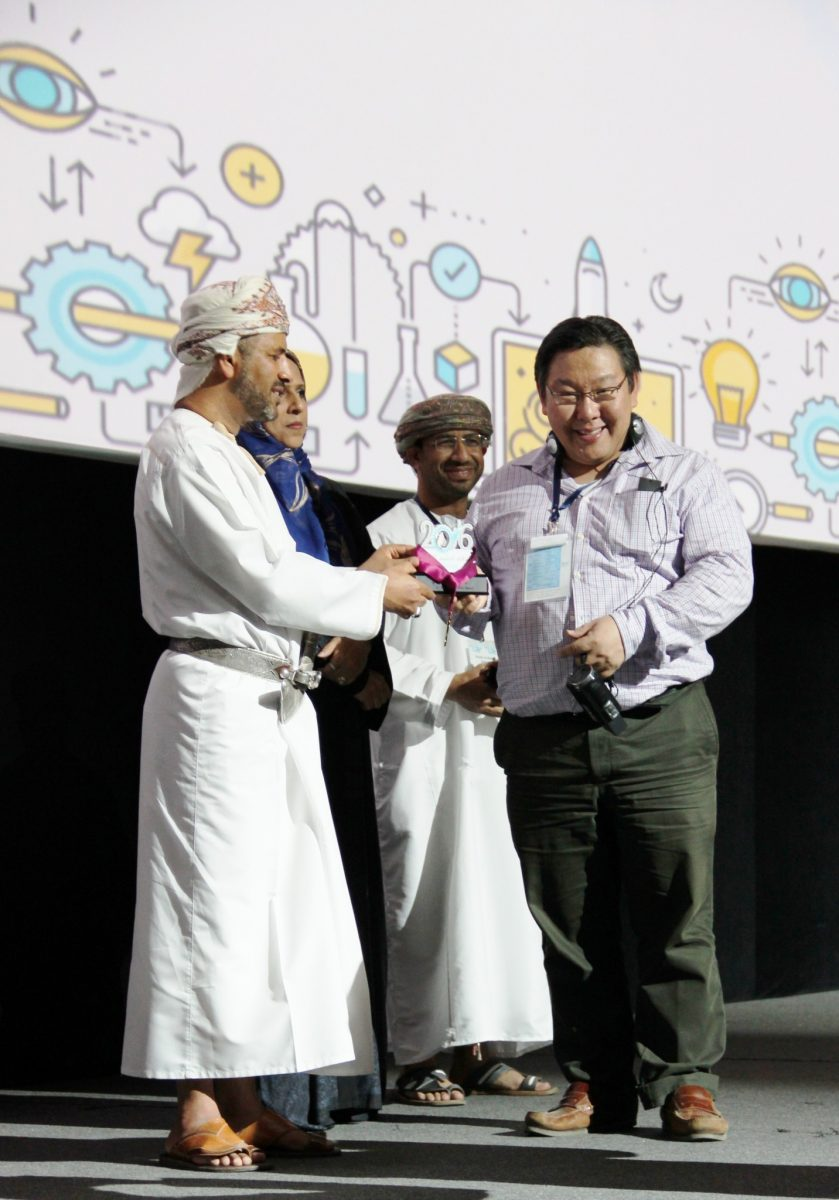
C иностранными коллегами

10 октября 2021 г. на странице организации вышел пост об увольнении Василия Павлова в одностороннем порядке. Согласно сообщению, 9 октября Павлова вызвали в министерство образования и науки Якутии, где министр Михаил Сивцев передал ему приказ об одностороннем расторжении трудового договора с 11 октября.
Ректор сказал, что причиной увольнения стало его несогласие с приказом министерства от 29 сентября 2021 года, по которому здание МАН в селе Чапаево Хангаласского улуса передается под инфекционную больницу для больных коронавирусом.
В свою очередь министр образования и науки республики Михаил Сивцев заявил изданию, что власти рассмотрели все возможные варианты, прежде чем организовывать стационар в общежитии. Он также назвал неправильным поведение ректора, который «предал огласке рабочие моменты».
11 октября на заседании правительства Глава Республики Саха (Якутия) Айсен Николаев приказал все решения, касающиеся Василия Павлова, отменить, а министру образования объявил выговор. «История с Малой академии наук — это показатель того, что в правительстве творится. Действуете, как лебедь, рак и щука — классический пример. Все решения по Павлову должны быть отменены в течение ближайшего часа», — заявил Николаев.
Павлов уточнил Саха-информационному агентству, что «отменяется решение министра образования и науки об одностороннем расторжении трудового договора с ректором МАН».